# Carcass
Carcass är ett brittiskt goregrind/death metal-band som bildades av Napalm Deaths gitarrist Bill Steer, tillsammans med trummisen Ken Owen 1985 i Liverpool, England. 1987 började basisten och sångaren Jeffrey Walker (tidigare i Electro Hippies) i bandet.
Fokus i Carcass tidiga material var ofta relaterat till medicin, som till exempel bisarra kombinationer av medicinska instrument och kemikalier med mänsklig anatomi. Detta fokus ledde pressen till att felaktigt tro att någon av bandets medlemmar hade studerat medicin. Typiska sångtitlar från denna perioden var "Lavaging Expectorate of Lysergide Composition" och "Microwaved Uterogestation".
Efter att ha börjat som ett goregrind-band ändrade Carcass ljudbild och textinnehåll. Från och med albumet Necroticism: Descanting the Insalubrious (1991) kunde man höra ett musikaliskt experimenterande till skillnad från de tidigare skivorna. Det bästsäljande albumet Heartwork (1993) var i stort sett befriat från det tidigare blodiga innehållet och hade en mer melodiös ljudbild.
Efter albumet Swansong (1996) lades bandet ner efter en utdragen process med Columbia Records att ge ut skivan (som istället kom på Earache Records). Vissa av medlemmarna gick vidare till bandet Blackstar Rising. Carcass återförenades 2007 för att spela på ett antal festivaler, bl.a. Wacken Open Air och Tuuska Open Air i Finland. Bill Steer och Jeff Walker fick med sig Michael Amott och han tog med sig Daniel Erlandsson från Arch Enemy. Daniel ersatte därmed originaltrummisen Ken Owen som inte kunde medverka av hälsoskäl.

Denna sättning spelade sedan ihop till 2012 då Michael Amott och Daniel Erlandsson lämnade bandet för att fokusera på Arch Enemy. Ersättare för de båda blev Daniel Wilding som kom med 2012 och Ben Ash som kom med i gruppen 2013.
Den 13 september 2013 släpptes nya skivan Surgical Steel.

## Medlemmar
Nuvaranda medlemmar
- Bill Steer – sång, gitarr (1986–1995, 2007– )
- Jeffrey Walker – sång, basgitarr (1986–1995, 2007– )
- Daniel Wilding – trummor (2012– )
- Tom Draper – gitarr (2018– )

Tidigare medlemmar
- Ken Owen – trummor, sång (1986–1995)
- Sanjiv (Sanji Sumner) – sång (1986–1987)
- Michael Amott – gitarr (1990–1993, 2007–2012)
- Carlo Regadas – gitarr (1994–1995)
- Daniel Erlandsson – trummor (2007–2012)
- Ben Ash – gitarr (2013–2018)

Turnerande medlemmar
- Mike Hickey – gitarr (1993–1995)
- Ken Owen – sång (2008, 2009, 2010, 2013)

## Diskografi
Studioalbum
- Reek of Putrefaction (1988)
- Symphonies of Sickness (1989)

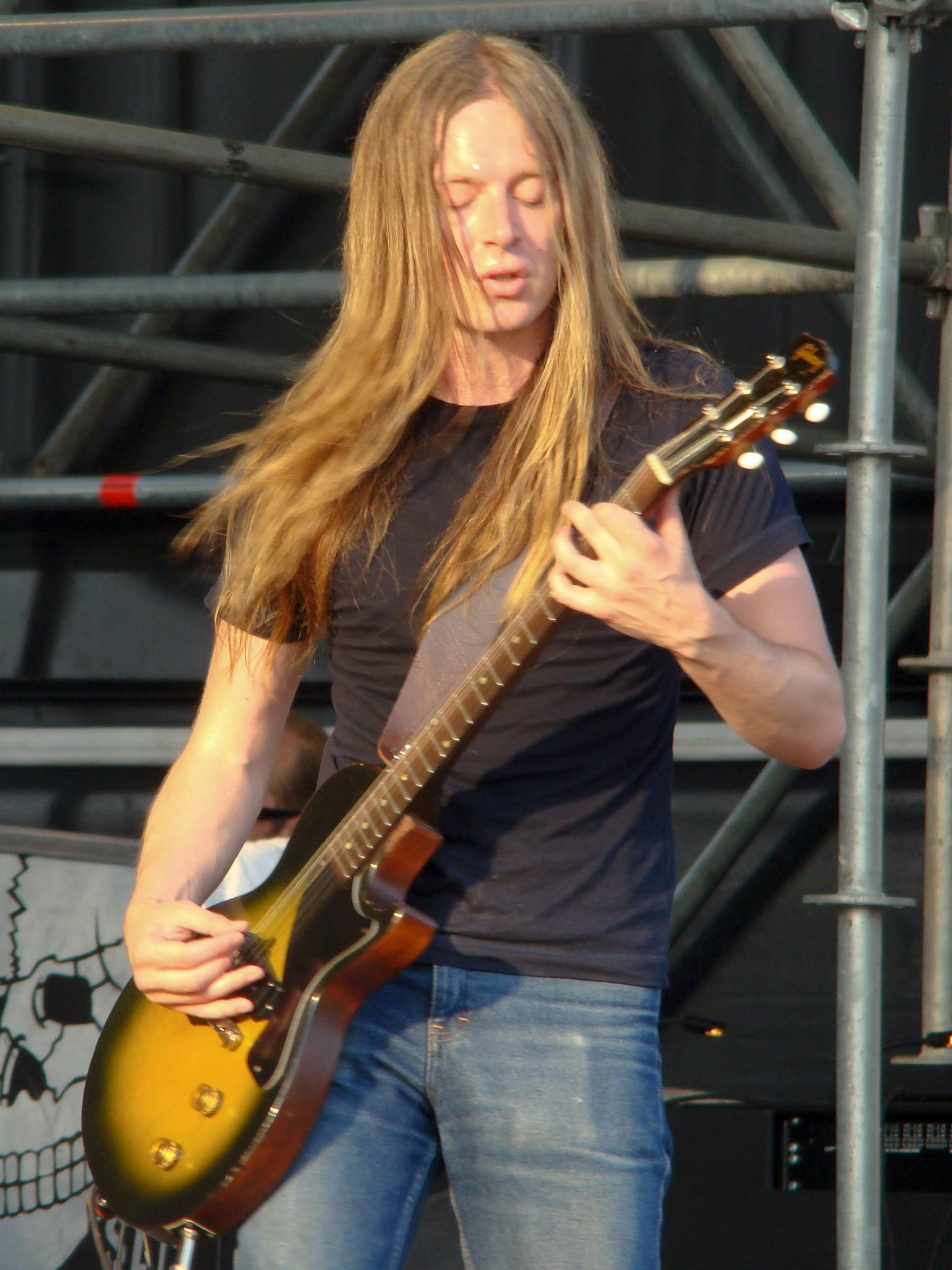
Bill Steer uppträder med Carcass vid Gods of Metal Festival i Bologna, Italien.

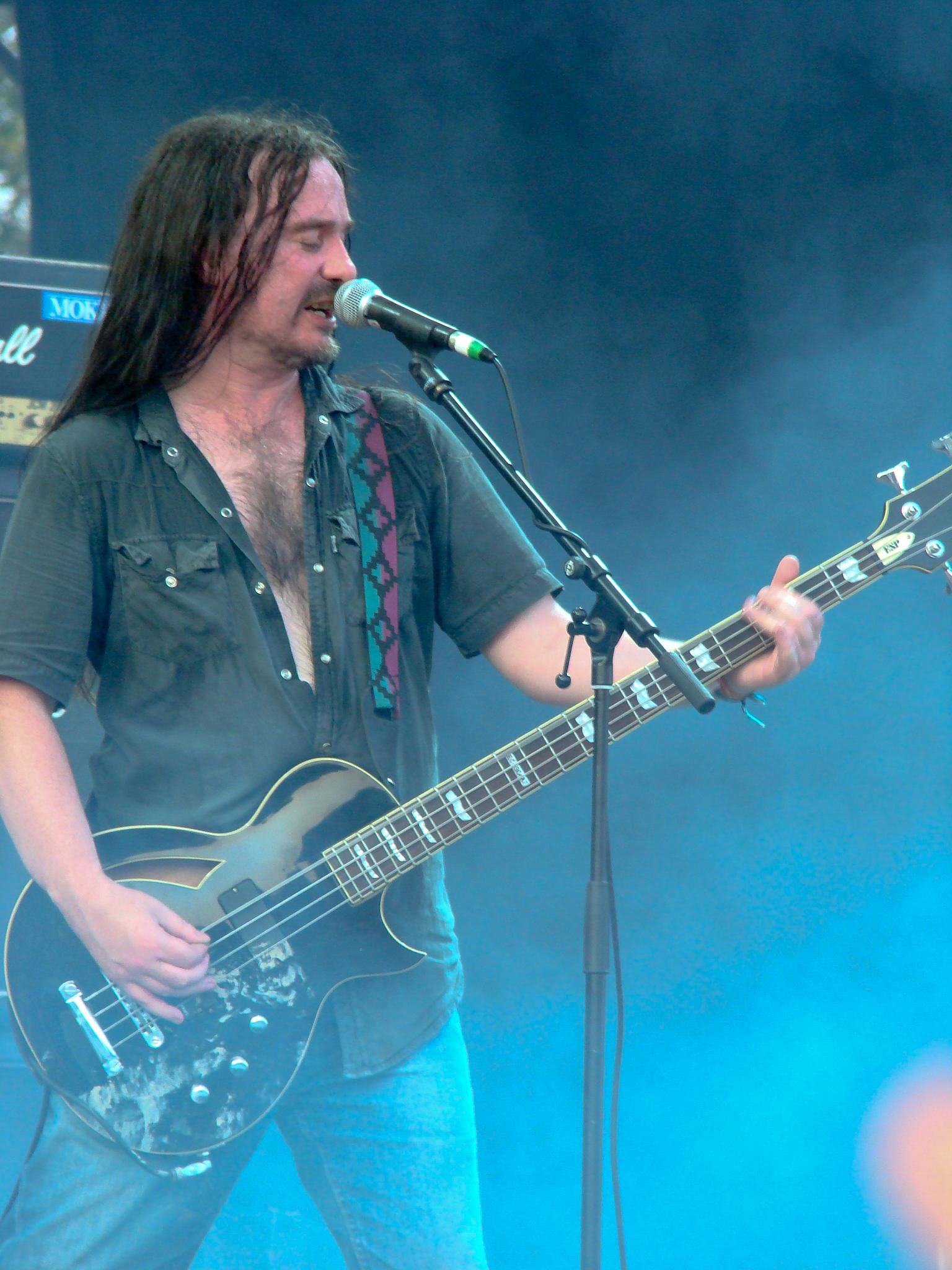
Jeffrey Walker.

- Necroticism: Descanting the Insalubrious (1991)
- Heartwork (1993)
- Swansong (1996)
- Surgical Steel (2013)

EP
- Symphonies of Sickness (1988)
- The Peel Sessions (1989)
- St. George's Hall, Bradford 15/11/89 (1990)
- Tools of The Trade (1992)
- The Heartwork E.P. (1994)
- Surgical Remission / Surplus Steel EP (2014)

Singlar
- "Tools of the Trade" (1992)
- "Buried Dreams" (1993)
- "Embodiment" (1994)
- "No Love Lost" (1994)
- "Heartwork" (1994)
- "Keep On Rotting in the Free World" (1995)
- "Swansong Sampler" (1995)
- "Go To Hell" (1995)
- "Captive Bolt Pistol / Intensive Battery Brooding" (2013)
- "Zochrot" (2013)
- "Carcass / Cerebral Bore" (2014) (delad singel: Carcass / Cerebral Bore)
- "Under the Scalpel Blade" (2019)

Demoinspelningar
- The Mythical Femo w/Sanjiv (1985)
- Flesh Ripping Sonic Torment (1987)
- "Buried Dreams" (1993) (Promosingel)
- "No Love Lost" (1994) (Promosingel)
- "Embodiment" (1994) (Promosingel)

Samlingsalbum
- Wake Up And Smell The... Carcass (1997)
- Best of Carcass (1998) (2-CD utgiven i Japan)
- Choice Cuts (2004)
- The Complete Pathologist's Report (2008) (6 x CD + 5 x DVD box)
- Casket Case (2015) (5 x 12" vinyl box)
- The Carcass (2016) (2 x CD box)
- The Best of Carcass (2016)